# 北埠頭站
北埠頭站（日语：／ Kita Futo eki */?）是位於兵庫縣神戶市中央區港島中町，屬於神戶新交通港灣人工島線的鐵路車站。車站編號為P09。

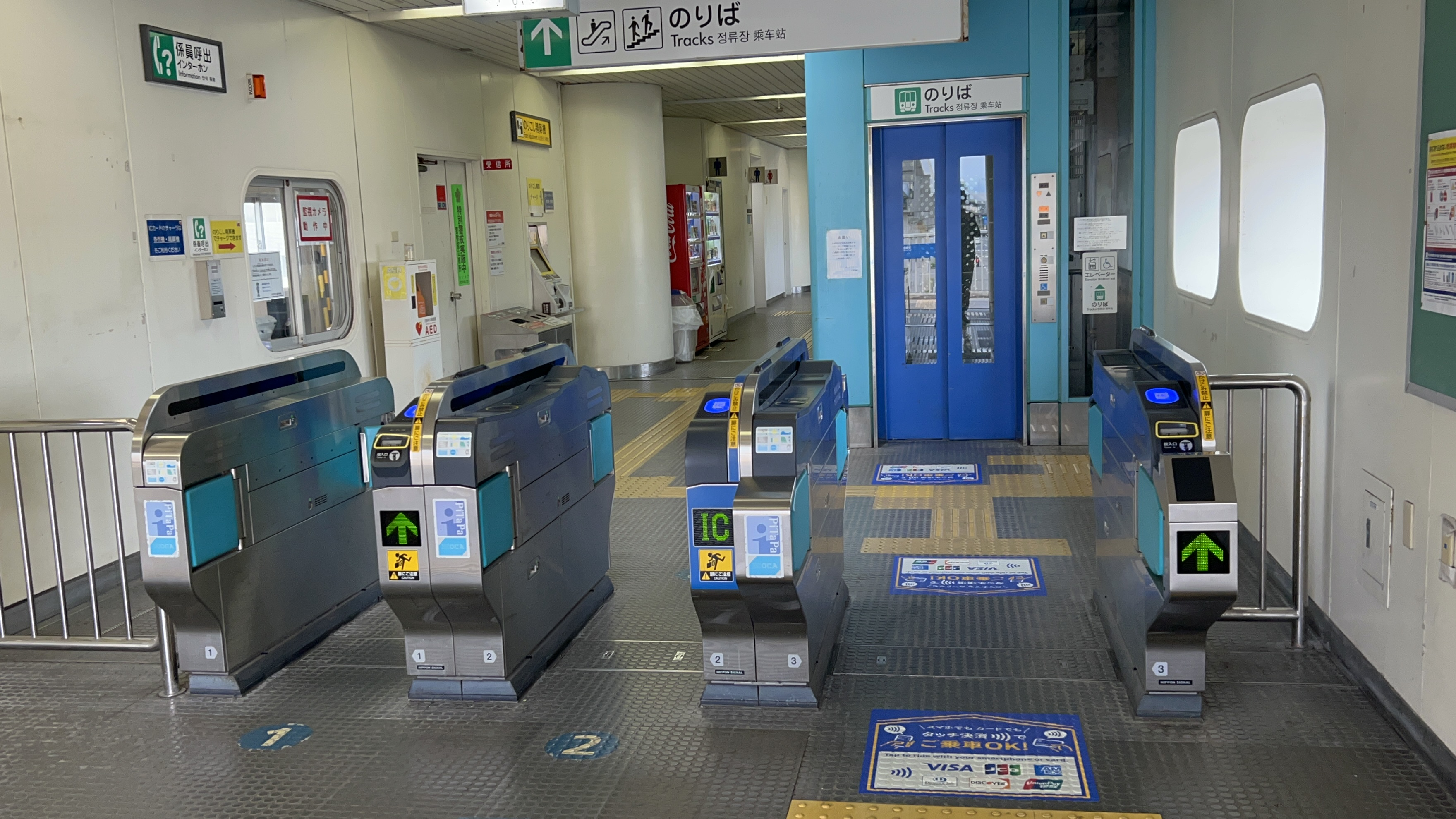
驗票口(2024年4月)

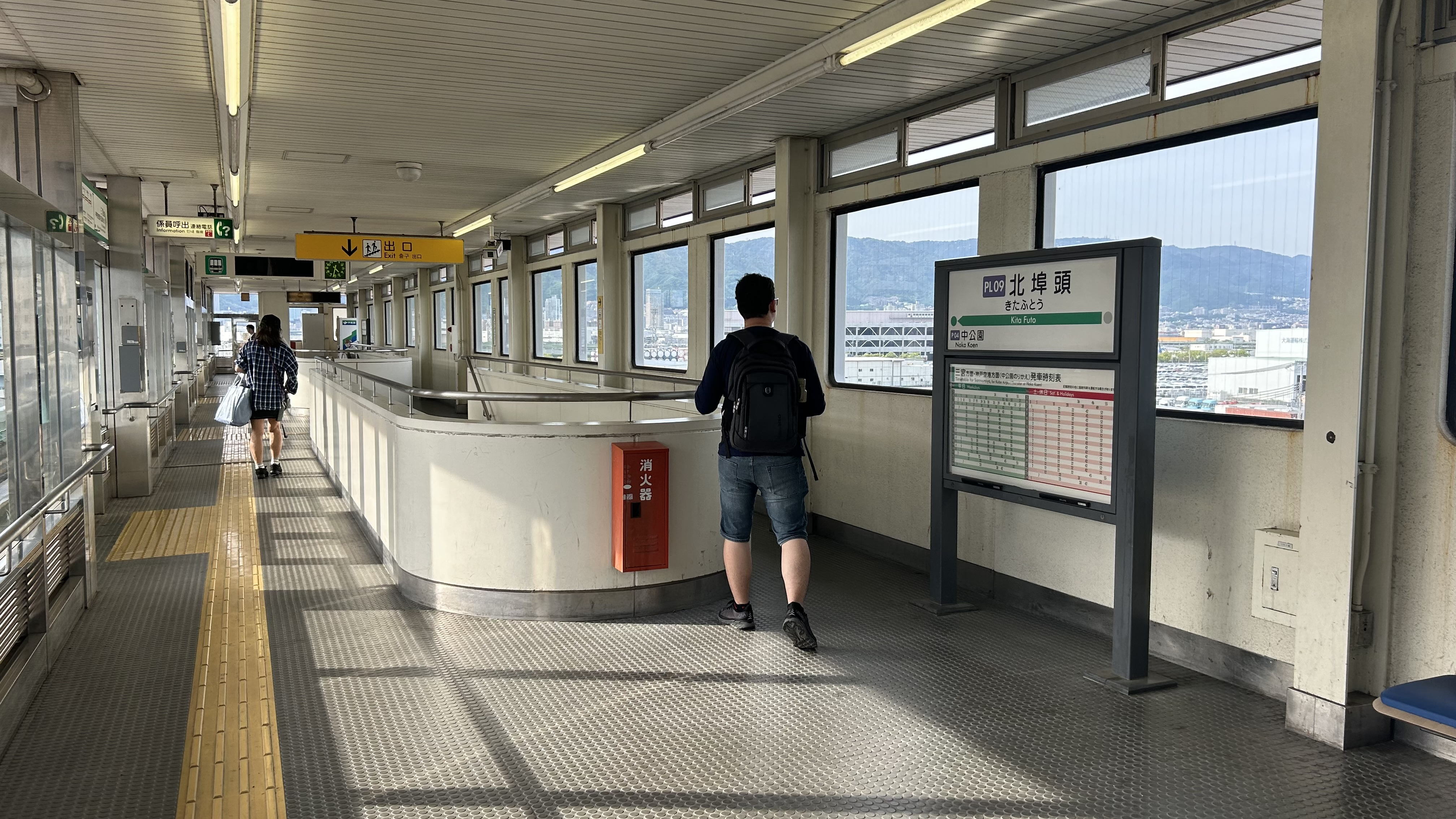
月台(2024年4月)

## 歷史
- 1981年（昭和56年）2月5日 - 隨著港灣人工島線開通，本站開業[1]。
- 1995年（平成7年）
  - 1月17日 - 由於阪神大地震的影響，全線停止營業。
  - 5月22日 - 中公園站 - 南公園站 - 本站間復駛。
  - 6月5日 - 本站 - 中公園站間復駛。
- 2004年（平成16年）11月20日、21日 - 隨著延伸至神戶機場的軌道切換工程，當天全線停駛。
- 2005年（平成17年）9月10日、11日 - 隨著延伸至神戶機場的軌道切換工程，當天全線停駛。

## 車站構造
本站為單式月台1面1線的高架車站。由於沒有往神戶機場站方向的列車，因此若要前往中埠頭站、神戶機場站，必須在中公園站轉乘。車站2樓為大廳，3樓則為月台。驗票口內設有電梯、手扶梯與多功能廁所。

## 使用狀況
2019年度1日平均上車人次為855人，神戶新交通的車站中排行第17位，港灣人工島線中排行第11位。
1989年（平成元年）以來依年度別1日平均上車人次統計如下表。
| 年度               | 1日平均 上車人次 |
| ------------------ | ---------------- |
| 1989年（平成元年） | 1,737            |
| 1990年（平成02年） | 1,704            |
| 1991年（平成03年） | 2,167            |
| 1992年（平成04年） | 2,292            |
| 1993年（平成05年） | 2,162            |
| 1994年（平成06年） | 2,113            |
| 1995年（平成07年） | 1,621            |
| 1996年（平成08年） | 2,186            |
| 1997年（平成09年） | 1,918            |
| 1998年（平成10年） | 1,784            |
| 1999年（平成11年） | 1,775            |
| 2000年（平成12年） | 1,661            |
| 2001年（平成13年） | 1,751            |
| 2002年（平成14年） | 1,707            |
| 2003年（平成15年） | 1,710            |
| 2004年（平成16年） | 1,720            |
| 2005年（平成17年） | 1,650            |
| 2006年（平成18年） | 1,151            |
| 2007年（平成19年） | 1,126            |
| 2008年（平成20年） | 1,161            |
| 2009年（平成21年） | 1,137            |
| 2010年（平成22年） | 1,121            |
| 2011年（平成23年） | 1,077            |
| 2012年（平成24年） | 1,038            |
| 2013年（平成25年） | 1,068            |
| 2014年（平成26年） | 1,099            |
| 2015年（平成27年） | 1,096            |
| 2016年（平成28年） | 1,038            |
| 2017年（平成29年） | 1,027            |
| 2018年（平成30年） | 1,066            |
| 2019年（令和元年） | 855              |

## 車站周邊
- 神戶港島中町郵局
- 神戶稅關港島辦事處
- 神戶港港島隧道

## 相鄰車站
神戶新交通
港灣人工島線
※只限往中公園、三宮方向單方向運行
中埠頭（PL08） → 北埠頭（PL09） → 中公園（P04）

## 外部連結
- 北埠頭站（页面存档备份，存于） - 神戶新交通